# 心叶日中花
心叶日中花（学名：Mesembryanthemum cordifolium），又名心葉日中花、太陽玫瑰，为番杏科露草属下的一种多年生常绿草本。原产非洲南部。

## 别名
巴西吊兰、露花、花蔓草、露草、心叶冰花、牡丹吊兰、穿心莲，田七菜、口红吊兰